# Joe Van Moyland
Joe Van Moyland (* 1983 in London, Großbritannien als Joseph Antony Bernays Beamont) ist ein britischer Sänger, Schlagzeuger und Schauspieler.

## Leben
Bekanntheit erlangte er durch die Darstellung des Thomas Tallis in der Fernsehserie Die Tudors – Mätresse des Königs (Staffel 1) und als Edwin Slippery in der Serie Dr. Slippery. Moyland war ebenfalls an den Fernsehserien Peep Show, Waking the Dead, und Simon Schama’s Power of Art beteiligt. Moyland wirkte an den Filmen Starter for Ten, Colour Me Kubrick: A True…ish Story und Brothers of the Head mit.
Musikalische Karriere
Ab 2006 war Van Moyland als „Joe Lean“ Frontmann der Band Joe Lean and the Jing Jang Jong, mit der er 2008 bei den deutschen Festivals Rock im Park und Rock am Ring spielte. Die Band hatte ein breites Repertoire, wobei das Quintett den Surfrock der 1960er Jahre mit Indie-Pop mischt. Zuvor spielte Van Moyland unter den Pseudonymen „Robin of Loxley“ oder „Joe Cassette“ Schlagzeug bei der Band The Pipettes.

## Filmografie (Auswahl)
- 2003: Dr. Slippery (Fortysomething, Fernsehserie)
- 2004: Familienanschluss
- 2005: Waking the Dead – Im Auftrag der Toten (Waking the Dead, Fernsehserie)
- 2006: Starter for 10
- 2007: Die Tudors (The Tudors, Fernsehserie)
- 2011: Jane Eyre